# Nina, c'est autre chose
Nina, c'est autre chose est une pièce de théâtre en "douze morceaux" écrite par Michel Vinaver en 1976 et publiée en 1978. Elle a été représentée pour la première fois le 14 février 1978 à Paris au Théâtre de l'Est parisien dans une mise en scène de Jacques Lassalle.

## Trame

### Personnages
- «Charles, 40 ans
- Sébastien, son frère, 42 ans
- Nina, 24 ans.»

#### Personnages évoqués et importants pour la diégèse
- Marie-Dominique et Yvonnes, "les deux autres shampouineuses"[2]
- L'Algérien (Tahar), est licencié par Sébastien
- L'Italien (Gino), remplace Charles au salon de coiffure
- Tonton, le patron de Nina et de Charles
- Le réfugié tchécoslovaque, le nouveau petit ami de Nina

### Argument
Michel Vinaver raconte lui-même ainsi sa pièce de théâtre: «Nina, c'est autre chose se compose à la manière d'une double hélice initiatique. Les deux frères, Charles et Sébastien, sont soumis par Nina à une série d'épreuves qui les font basculer d'un état dans un autre. Mais ce n'est pas sans se risquer elle-même tout entière dans l'aventure de sa propre mutation que la jeune femme opère celle des deux vieux garçons.» L'argument principal de la pièce est, en effet, la confrontation entre le mode de vie de Nina et celui des deux garçons depuis la mort de leur mère il y a huit mois.

### Résumé

#### Morceau I:L'ouverture du colis de dattes
La pièce débute "in medias res" dans l'appartement de Charles et Sébastien. La discussion des deux frères est entremêlée de différents thèmes autant politiques qu'intimes. Nina est évoquée pour la première fois.

#### Morceau II:Le rôti de veau aux épinards
Le deuxième morceau est construit de la même façon que le premier: une discussion entre Charles et Sébastien dans laquelle s'entremêlent différents thèmes.

#### Morceau III:L'arrivée
Le troisième morceau contient la première occurrence du personnage de Nina. Ce morceau très bref (une page) met en jeu les questionnements de Nina envers les deux frères sur la mort de leur mère.

#### Morceau IV:Le châle
Ce morceau met en scène une dispute entre les protagonistes parce que Nina aimerait s'en aller.

#### Morceau V:Au cinéma
Ce morceau concerne lui aussi un départ, mais c'est cette fois Sébastien qui veut s'en aller de l'appartement, affirmant que c'est pour des raisons professionnelles.

#### Morceau VI:Les tentures
Dans ce morceau, Charles et Sébastien discutent du fait qu'ils veulent que Nina s'en aille. Elle les convainc ensuite que ce n'est pas nécessaire et aère l'appartement.

#### Morceau VII:Le champ libre
Dans ce morceau bref, Charles et Nina racontent à Sébastien un incident qui a eu lieu sur leur lieu de travail. Leur employeur a tenté de forcer Nina à avoir des rapports sexuels. Cette dernière a appelé Charles qui a frappé l'homme en question. Charles s'est fait virer de son travail.

#### Morceau VIII:La baignoire
Ce morceau met en scène l'arrivée de la baignoire. Mise au centre de la pièce, les protagonistes la remplissent. Les protagonistes prennent leur bain et se lavent les uns les autres en parlant du salon de coiffure.

#### Morceau IX:La partie de cartes
Dans ce morceau, Sébastien a le crâne ensanglanté et Nina s'occupe de soigner sa plaie, lorsque Charles rentre ivre à la maison.

#### Morceau X:L'éveil
Les protagonistes sont allongés dans le lit et discutent du travail.

#### Morceau XI:Le départ
Dans ce morceau, Nina fait sa valise avec l'aide de Charles et Sébastien, explique qu'elle a rencontré quelqu'un et s'en va.

#### Morceau XII:La visite
Il semble qu'il se soit passé beaucoup de temps entre le morceau précédent et celui-ci. Nina est chez Charles et Sébastien. Sébastien est en train de repeindre un mur, les meubles sont neufs et Charles prépare le diner. Nina raconte qu'elle est toujours avec l'homme dont il était question au morceau précédent. Charles et Sébastien parlent de leurs emplois respectifs, dans lesquels les situations semblent s'être apaisées.

### Enjeux

#### Dramaturgique: Le langage
«Amoureux de la polyphonie, Vinaver tend des pièges au sens, organise des dérapages, prépare des collisions entre les syllabes, les mots, les phrases, entre toutes les pièces rapportées d'un vaste puzzle.»
Le traitement du dialogue théâtral est particulier chez Vinaver et dans Nina, c'est autre chose. La conversation n'est thématiquement pas homogène et donne, comme le dit Jean-Pierre Ryngaert, professeur en études théâtrale à l'université Paris III, une impression de "puzzle" recomposé dans lequel le lecteur ou le spectateur doit aller à la recherche des différentes répliques qui vont ensemble. De fait, une réplique ne répond pas nécessairement à la réplique précédente et, parfois, introduit même un tout autre sujet de conversation. Cette idée est particulièrement visible dans le dialogue ouvrant le premier morceau de la pièce, à savoir L'ouverture du colis de dattes. Ici, plusieurs sujets de conversations s'entremêlent. Le premier sujet abordé est la promotion de Sébastien. Les répliques suivantes laissent penser qu'elles continuent sur le même sujet, mais nous nous apercevons dès la quatrième réplique qu'il s'agit plutôt d'un récit sur une ancienne aventure sexuelle de Sébastien. La conversation dévie ensuite sur la possibilité d'introduire une certaine Nina chez les deux frères, puis revient sur la promotion de Sébastien: 
«Sébastien. – Veulent me faire passer chef d'équipe
Charles. – Mais raconte
Sébastien. – J'ai raconté dix fois
Charles. – Comment elle t'a écarté les genoux
Sébastien. – C'est elle qui a écarté les genoux
Charles. – Oui c'est elle et puis on ne refuse pas l'avancement
Sébastien. – J'ai pas le goût du commandement
Charles. – Le côté à ouvrir c'est ici
Sébastien. – Elle avait de petites clochettes accrochées à ses bracelets à son collier
Charles. – Moi j'ai peur pour Nina chez nous c'est pas la place qui manque elle se fera toute petite déjà qu'elle fait pas un mètre soixante
Sébastien. – Chez nous
Charles. – S'ils te proposent de passer chef d'équipe c'est parce qu'ils pensent que t'es capable d'être chef d'équipe
Sébastien. – Elle avait un long collier qui faisait le va-et-vient sur mon ventre
Charles. – Le patron un de ces prochains soirs il va la suivre il va monter jusqu'à sa chambrette hier soir elle s'est régalée t'as vu? Le lapin elle adore ça elle s'est resservie deux fois ça vaudrait mieux qu'elle déménage

Sébastien. –  Si j'accepte pas je me fais mal noter et ensuite ils cherchent le prétexte»

Cette idée de sujets qui s'entremêlent se remarque même intra réplique et est d'autant plus marquée par le manque de ponctuation évidente. Il n'y ni point, ni virgule et trois sujets différents sont abordés dans la même réplique : le décès de la mère, le harcèlement de Nina et des autres shampouineuses et les recettes de cuisine:
«Maman n'a jamais dit qu'on devrait vivre ici comme dans une tombe ça fait quelque temps que systématiquement il lui passe la main entre les jambes pendant le travail et ça les trois shampouineuses elles y ont droit normal mais Nina c'est autre chose c'est les vrais épinards de l'ancien temps ça Sébastien.»
Cette démarche esthétique singulière met en évidence le fait que, comme l'assume Michel Vinaver lui-même, "la parole est l'action même". Selon le dramaturge, cette façon de disloquer la parole rend compte du réel, au sens où "c’est pas vrai que les gens se répondent, non, les gens parlent et leurs discours s’entremêlent, se disloquent, etc." Cette dislocation, représentée souvent au niveau des classes populaires, pourrait également être interprétée comme un geste politique, selon notamment Jean-Pierre Sarrazac, universitaire et homme de théâtre français: "Nul doute qu’il considère lui aussi que les classes dominantes ont seules (parce qu’il existe un but commun: se maintenir «en haut») le privilège, dans la vie et sur le théâtre, de produire des répliques qui s’ajustent et se répondent. Nul doute qu’il sait que la scène d’ «en bas» reste étrangère à la dialectique du langage, interdite de parole."
Dans cette esthétique proposée par Michel Vinaver, le sens n'est pas à chercher dans un sous-texte, tout est dans le texte lui-même, en perpétuel glissement, et c'est au lecteur spectateur de construire le sens, ainsi que l'affirme le critique Jean-Pierre Ryngaert: "Tout est dans le texte «troué» et pourtant rien n'y figure de façon définitive, car le sens est à construire au moment même où les mots sont proférés. Ils ne sont jamais que l'écume de tout un monde, mais d'un monde qui n'existe pas indépendamment de la matérialité de cette écume." C'est précisément dans "cet entre-deux [que] se produit l'action." L'esthétique du dramaturge invoque une forme de complicité entre lui et les lecteurs spectateurs, ainsi que le montre Gilles Declercq, professeur à l'université Sorbonne Nouvelle: "Or, cet acte de déconstruction dialogique, assignable au dramaturge, et l’activité herméneutique corrélative de construction du sens assigné au spectateur, ne sont possibles qu’en raison même de l’existence d’une conscience langagière et rhétorique (doxa) commune au dramaturge et au spectateur. La déconstruction dialogique postule comme prérequis à son interprétation la connaissance par le public d’une topique sociale (les situations professionnelles et familiales archétypiques) et d’une doxa conversationnelle (les lieux communs langagiers associés à ces topoï)."
Une des conséquences d'une telle esthétique, assumée par le dramaturge lui-même, est de créer une forme de comique. Comme Michel Vinaver l'affirme: "Je crois qu’il y a une façon pour le comique de se manifester qui provient de ce qui est - moi j’appellerai ça la polyphonie - c’est-à-dire en fait le tressage de plusieurs plans différents, de plusieurs thèmes, et même de plusieurs temps différents, avec des étincelles qui se produisent par le frottement de ces différents plans." Une autre conséquence de cette "polyphonie" est le fait qu'il y ait de nombreux fils narratifs, difficiles à distinguer. Ainsi que le dit Danielle Chaperon, professeure à l'université de Lausanne: l'action "se complexifie en d'innombrables fils, en de multiples intrigues littéralement tricotées ensemble".

#### Thématique: Entremêlement du privé et du public
Dans cette pièce, c'est la relation entre les trois personnages qui est au centre de la pièce, comme l'affirme Anne Ubersfeld, historienne de théâtre française: 

«Pièce à trois personnages, c'est la première œuvre entièrement centrée autour d'une relation amoureuse - qui prend la forme particulière d'une relation triangulaire. [...] Nina elle, bouscule tout, elle conquiert l'aîné, partageant équitablement ses faveurs aux deux frères, elle ouvre les fenêtres, chasse le fantôme de la mère, contraignant les hommes à repenser et à refaire leur vie. Après quoi, elle s'en va vivre avec un jeune réfugié de son âge, laissant les frères abandonnés, mais régénérés. La pièce est évidemment centrée autour du personnage de Nina, de son autonomie: elle ne peut, ni ne veut jouer à la maman avec deux gaillards qui ont déjà perdu la leur. Ce qu'elle peut, c'est leur faire faire le travail du deuil, mais elle a son petit peintre réfugié pour jouer à la mère - elle qui a tant rêvé d'être infirmière. Fable d'un absolu non-conformisme psychologique et moral et d'un comique discret [...]» 

Mais, ce qu'il faut néanmoins remarquer, c'est le fait que le privé (la sphère intime) et le public (le monde du travail) s'entremêlent pour permettre la construction de l'intrigue: 
«Qu’elles figurent au premier plan ou la périphérie de l’histoire qui se raconte, les relations de travail sont motrices de l’action; elles mettent en tension le tissu inter-personnages. Il s’agit des relations des gens entre eux et dans leur milieu de travail (bureau, atelier, hôtel, salon de coiffure, ministère, bataillon…) comme il s’agit de la relation de chacun avec son entreprise, son emploi; il s’agit surtout de la confluence de deux courants de relation, propice à toutes les précipitations passionnelles, émotionnelles, fantasmatiques. Cette façon pour le mouvement dramatique de s’engendrer est patente dans le cas des pièces dont le lieu est la cellule de travail (Les Travaux et les jours, Par-dessus bord, À la renverse, L’Ordinaire, Iphigénie Hôtel, Les Huissiers, et partiellement Les Coréens); mais il n’en va pas autrement dans le cas des pièces dont le lieu est la cellule familiale (La Demande d’emploi, Les Voisins, Dissident il va sans dire, Nina, c’est autre chose).»

C'est par ailleurs ce que relève également Anne Ubersfeld en citant Vinaver: 
«Le regard de Vinaver porte cette présence croisée: l'emploi et le privé, l'entreprise et la maison: "C'est de plus en plus par l'économique - et non plus comme autrefois, par le divin, ou même par le social qui continue de se désagréger - que les gens tissent leur lien au monde." Le "lien au monde" c'est exactement ce que dit le théâtre de Vinaver, le lien au monde de ses personnages et ainsi le rapport à l'espace, espace du monde (référentiel), espace psychique (des personnages individuels).»
Les citations illustrent le fait que le monde du travail prend une place considérable dans les dialogues des personnages. Néanmoins, comme le témoigne sa correspondance avec Albert Camus ou différentes prises de parole de Michel Vinaver, ce dernier ne cherche pas à écrire des pièces engagées: «Je dirais que les idées peuvent entrer dans la composition d’une pièce, comme des émotions, comme des paysages, mais le théâtre est réfractaire à la fonction du transit, le théâtre n’est pas là pour communiquer, n’est pas là pour faire une démonstration, il est intransitif. Il est là.»

### Théâtre du quotidien
Les pièces Dissident, il va sans dire et Nina, c'est autre chose sont regroupées sous le nom de «Théâtre de chambre» dans leur première édition ainsi que dans leur première mise en scène, bien qu'il s'agisse de deux pièces séparées: 
«C’est ainsi que deux pièces de ce «pôle musique de chambre», conçues dans une successivité immédiate mais comme de pièces séparées, en viennent à constituer un diptyque, tant pour leur création à la scène que lors de leur première édition, sous l’intitulé générique «théâtre de chambre.»
Catherine Brun, professeure à l'université Sorbonne-Nouvelle, relève le lien évident de ces deux pièces avec la musique citant Vinaver lui-même: 
«Théâtre de chambre comme il y a musique de chambre, où la matière se constitue à partir du jeu ensemble d’un petit nombre de voix, de thèmes. Accords et dissonances. Répétitions et variations. Théâtre pauvre, ou disons léger, par ses moyens. […] Théâtre de chambre parce qu’il est bon de le jouer « dans une chambre », spectateurs compris.»

### Éditions
- 1978: Michel Vinaver, Théâtre de chambre, Paris, L'Arche, 1978.
- 1986: Michel Vinaver, Théâtre Complet 2, Arles, Actes Sud, 1986.
- 2004: Michel Vinaver, Théâtre Complet 3, Paris, L'Arche, 2004.

### Traductions[22]
La pièce a d'abord été traduite en anglais par Peter Meyer sous le nom de Nina, that's something else et a été éditée en 1997 au Royaume-Uni par A & C Black détenu par le groupe éditorial Bloomsbury Publishing dans un ouvrage intitulé Vinaver plays: 1 aux côtés de quatre autres pièces de Vinaver, à savoir Par-dessus bord (Overboard), La demande d'emploi (Situation vacant), Dissident, il va sans dire (Dissident; Goes without saying) et Les travaux et les jours (A smile on the end of the line).
En 2001, elle a également été traduite en espagnol par Fernando Gómez Grande sous le nom de Nina, es diferente. Le texte a été édité par ADE qui correspond à l'association espagnole des directeurs de scène. Cette dernière a publié plusieurs autres textes de Vinaver, tels que King, La Demande d'emploi (La petición de empleo), Dissident, il va sans dire (Disidente, claro), 11 septembre 2001 (11 septiembre 2001) et L'Objecteur (El Objetor) dans une série de publication consacrée à la littérature dramatique.

## Représentations

### Première création[30]
La pièce a été représentée pour la première fois au Théâtre de l'Est parisien à Paris le 14 février 1978 et a été mise en scène par Jacques Lassalle. La représentation comprenait deux pièces: Dissident, il va sans dire et Nina, c'est autre chose regroupées sous le nom de Théâtre de chambre en référence à son écrit publié en 1978 et composé des deux mêmes œuvres. Yannis Kokkos était chargé du décor et des costumes, Daniel Girard du son et Daniel Touloumet des lumières. La distribution se composait comme suit: Patrick Chesnais dans le rôle de Charles, Roland Amstutz dans celui de Sébastien et Christine Dejoux dans celui de Nina.

### Autres mises en scène[31]
- 1983 - mise en scène de Michel Touraille:

La pièce est jouée en juillet 1983 au Théâtre Quotidien de Montpellier. Dramaturgie: Gérard Lieber. Interprétation: Marie-Laure Derois (Nina), Charles Caunant (Sébastien) et Michel Touraille (Charles). Scénographie et costumes: Kuno Schlegelmilch. Lumières: Michel Ortegat.
- 1984 - mise en scène de Jean Maissonnave:

Il s'agit d'un spectacle du Grenier de Bourgogne représenté au théâtre municipal de Chalon-sur-Saône.
- 1989 - mise en scène de Jean-Christian Grinevald:

Interprétation de Jean-Paul Farré, Jean-Gabriel Nordmann et Karin Viard.
- 1991 - mise en scène de Michèle Heydorff:

La pièce a été produite par la Compagnie Juin 88. Interprétation: Sophie Daull, Michel Froehly, Carlos Moreno et Georges Pouget. Scénographie: Pierre Heydorff. Costumes: Bernard Réavaille. Musique: Bertrand Binet.
- 1997 - mise en scène de Stéphane Lhuillier:

Il s'agit d'une production des Bandits Laitiers représentée au Théâtre de Vénissieux en mai 1997. Vidéo: Slimane Bounia.
- 1998 - mise en scène de Jean Dalvel:

La pièce a été représentée au Théâtre Dunois à Paris le 30 mars. Interprétation: Nathalie Akoun (Nina), Pascal Martin-Granel (Sébastien) et Éric Tronchet (Charles). Scénographie: Jean-Christophe Carrazé, Jan Maes et Bénédicte Peyrat. Lumières: Christian Mazubert. Production: Théâtre de la Fabrique.
- 2002 - conception de Gilles Chavassieux et Philippe Mangenot:

La pièce a été produite par le Théâtre Les Ateliers et représentée le 4 mars 2002 dans le théâtre du même nom.
- 2003:

Lecture: Laetitia Giraud, David Bayle, Doumée, Marc Pastor, Roland Pichaud, Jean-Louis Maligne et Édith Baldy. Mise en voix: Anne-Marie Lazarini. Production: La Chartreuse.
- 2009 - mise en scène de Christian Chessa:

La pièce a été représentée au Théâtre 32 à Nîmes le 24 avril. Interprétation: Philippe Béranger, Anne Césard et Ricardo Martinez. Scénographie: François Tomsu. Costumes: Alexandra Dibiaggio. Lumières: Philippe Grosperrin. Production: Conduite intérieure.
- 2009 - mise en scène de Guillaume Lévêque:

La pièce a été représentée le 28 mai 2009 au théâtre La Colline à Paris. Interprétation: Léna Bréban (Nina), Luc-Antoine Diquéro (Sébastien) et Régis Royer (Charles). Scénographie: Claire Sternberg. Costumes: Isabelle Flosi. Lumières Pierre Peyronnet. Production: Théâtre sous les Ormes.
- 2012 - mise en scène de Baptiste Guiton:

La pièce a été jouée le 26 mai au théâtre Mansart dans le cadre du festival Théâtre en Mai. Dramaturgie: Adrien Cornaggia. Chorégraphie: Pauline Laidet. Interprétation: Oliver Borle, Jérôme Quintard et Tiphaine Rabaud-Fournier. Scénographie et costumes: Gaëlle Viémont. Lumières: Vincent Boute. Musique originale: Sébastien Quencez. Administration: Labo71 composé de Coralie Guibert, Julie Lapalus et Charles Bodin. Régie lumières: Arianna Thöni. Régie son: Clément Aubry. Production: L'Exalté.
- 2017 - mise en scène de Florent Siaud:

La pièce a été représentée le 12 janvier à la Comédie de Picardie à Amiens. Interprétation: Eugénie Anselin, Éric Bernier et Renaud Lacelle-Bourdon. Musicien: Doble Filo composé de Lysandre Donoso et Chloé Pfeiffer. Scénographie: Philippe Miesch. Costumes: Jean-Daniel Vuillermoz. Lumières: Cédric Delorme-Bouchard. Vidéo: David B. Ricard. Création des maquillages et des coiffures: Catherine Saint-Sever. Travail du mouvement: Marilyn Daoust. Production: Les Songes Turbulents.

## Accueil critique
La première mise en scène a été très bien reçue comme en témoignent les propos d'Anne Ubersfeld: 
«La représentation, magnifique, avait aussi pour inoubliables interprètes Patrick Chesnais et Roland Amstutz, pleins d’inventions. Décors et costumes de Yannis Kokkos, d’une invisible perfection. C’est la première fois qu’il y avait entre Vinaver et son metteur en scène une telle harmonie, une sorte d’osmose; il n’est venu à aucun journaliste l’idée de les opposer l’un à l’autre, selon une recette éprouvée.»
Cette dernière cite également les propos élogieux de Jean-Jacques Lerrant, journaliste et critique de théâtre: 
«Théâtre du quotidien? Sans doute, mais articulé par un poète qui choisit dans le flux des jours ordinaires les signes de la tendresse et de l'espérance.»
Ainsi que ceux de Matthieu Galey, critique littéraire français, dans le Quotidien de Paris le 26 février 1978: 
«La sensibilité de Vinaver vous laisse pantois. Pas un mot de trop, l'attendrissement sans cesse, et le rire à tout bout de scènes, courtes comme des séances cinématographiques. La perfection.»
Ces différents avis critiques contrastent avec celui de Marcabru, critique dramatique au Figaro, jugé «particulièrement injuste» par Anne Ubersfeld: 
«Tout paraît faux, calculé, fabriqué, comme quelqu'un qui se penche sur le peuple à la manière de celui qui regarde les mœurs des fourmis.»

## Adaptations (radio)
Nina, c'est autre chose a fait l'objet d'une lecture pour la radio. En 1978, cette dernière a été réalisée par Jean-Pierre Colas. Les lecteurs sont François Darbon (Sébastien), Pierre Arditi (Charles) et Douchka Esposito (Nina). Les bruitages ont été faits par Louis Matabon.